# Asche von Cramm

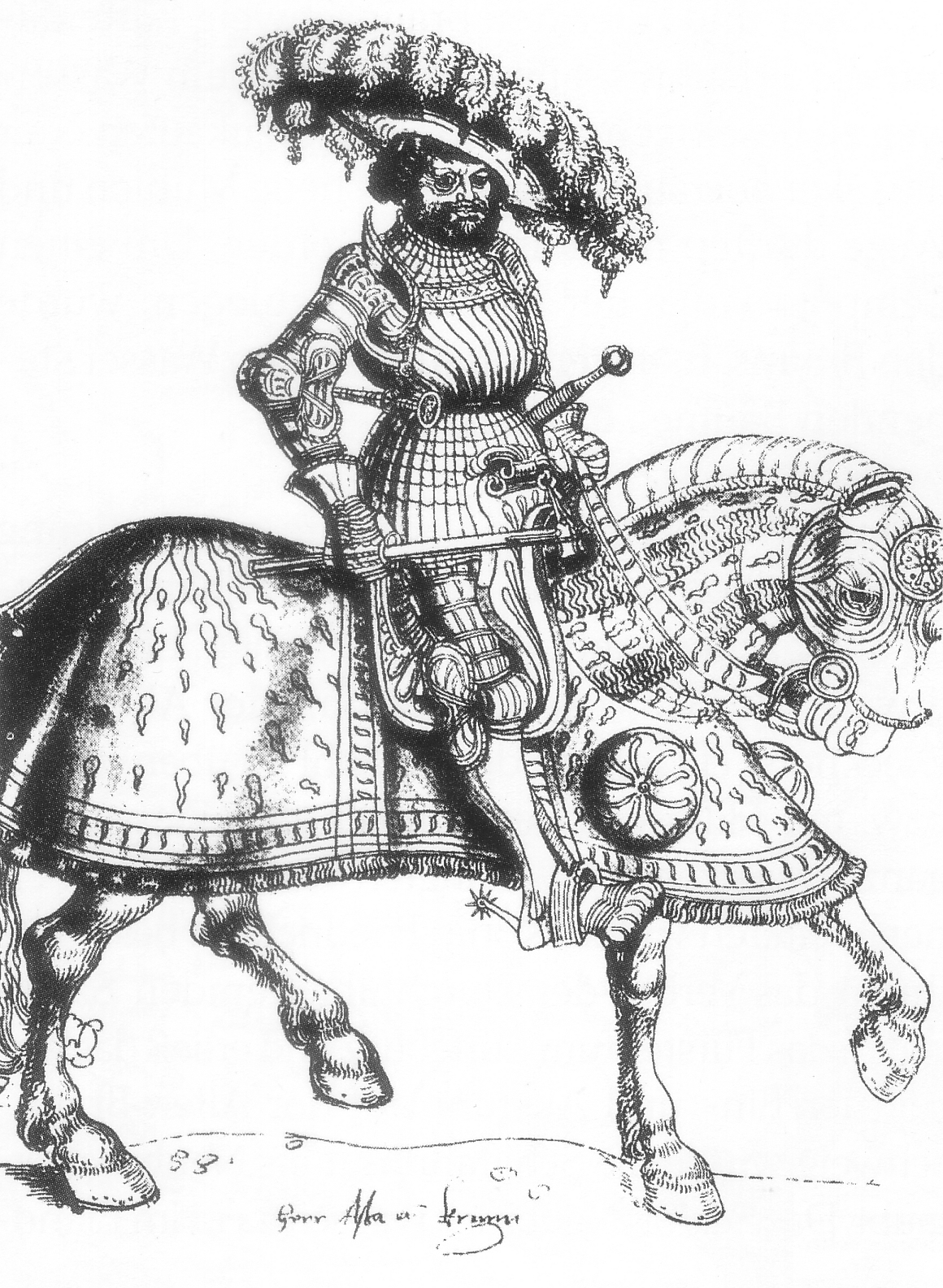
Asche von Cramm, gezeichnet von Lucas Cranach dem Älteren

Asche von Cramm, auch Assa von Kram, Aschwin IV., Ascanius von Cramm (* um 1480; † Juni 1528 in Chur in der Schweiz) war ein Söldnerführer und Kriegsheld der Reformationszeit, Feldherr des Kurfürsten Johann von Sachsen und Freund Martin Luthers. Auf seine Anregung hin verfasste Luther die 1526 erschienene Schrift Ob Kriegsleute auch in seligem Stande sein können. Er erlangte besonderen Ruhm für seine Tapferkeit im Kampf, aber auch für seine Gutmütigkeit und Frömmigkeit.

## Leben und Wirken

### Herkunft
Asche von Cramm entstammte dem niedersächsischen Adelsgeschlecht von Cramm. Seine Eltern waren Aschwin III. von Cramm, stiftshildesheimischer Erbschenk und Amtsherr auf Wiedelah, und Gisela von Hoym. Er war Herr auf Oelber und Elbruck.

### Militärische Laufbahn
Um 1515 führte er im Auftrag Karl von Egmonds, Herzog von Geldern die gefürchtete schwarze Garde (nach ihrem Banner; auch „Schwarze Legion“ oder „Schwarze Bande“ genannt) in die Schlacht bei Marignano auf der Seite Franz I. von Frankreich und kämpfte in der ersten Schlachtreihe. Das Eingreifen der schwarzen Garde verhalf dem französischen König maßgeblich zum Sieg.
Im Jahr 1519 stand er im Dienst von Herzog Heinrich dem Mittleren, seinem Lehnsherrn. In der Hildesheimer Stiftsfehde drohte der Herzog, unter dem Verlust eigener Schlösser und Ämter, Frieden zu schließen. Laut Überlieferung wandte sich Aschwin zornig gegen diesen Vorschlag und riet dem Herzog: „dem übermütigen Feinde sei nichts zu bewilligen. Möge er prunken in glänzendem Schmus (leeres Gerede); mit seinen Sammet (Samt)[...]“. Daraufhin verwarf der Herzog das Friedensangebot und schickte Aschwin als Anführer einer 400 Mann starken Reitertruppe in die berühmte Schlacht bei Soltau, die die Lüneburgisch-Hildesheimische Koalition gewann. Sein eigener Vetter Burchard von Cramm soll für die gegnerische Braunschweig-Calenbergsche Partei gekämpft haben. 1522 stand er im Dienste des Vettern von Heinrich, Erich I. von Calenberg, gegen den er noch in der Soltauer Schlacht gekämpft hatte.
Ein Jahr später, 1523, zog er mit Friedrich von Holstein (später Friedrich I., König von Dänemark und Norwegen) nach Dänemark, um dessen Neffen Christian II. vom Thron zu vertreiben und Kopenhagen zu erobern. Auch diese Expedition war erfolgreich und Friedrich wurde König von Dänemark und kurze Zeit später auch von Norwegen.
Inzwischen bekannt und geachtet als erfahrener Kriegsmann, nahm ihn Kurfürst Friedrich von Sachsen an seinen Hof. Dort nahm er im Gefolge des Kurfürsten an der Vermählungsfeier des Kurprinzen Joachim II. zu Brandenburg mit Magdalene von Sachsen und am ritterlichen Turnier teil. Als kurfürstlicher Oberst, mittlerweile unter Friedrichs Bruder Kurfürst Johann, führte er 1525 eine Abteilung des sächsischen Heeres im Bauernkrieg siegreich in die Schlacht bei Frankenhausen. Nachdem die Schlacht gewonnen war, setzte er sich beim Kurfürsten für Milde und Schonung der Gefangenen ein. Dieser Bitte kam der Kurfürst teilweise nach. Erschüttert von den Erlebnissen im Bauernkrieg und getrieben von Gewissensbissen, diskutierte er seine Erfahrungen mit Martin Luther, den er während eines längeren Aufenthaltes in Wittenberg kennenlernte und mit dem ihn bald eine tiefe Freundschaft verband.
Am Sächsischen Hof weilte Aschwin bis zum Jahre 1528 und gewann in dem Turnier, welches am 2. Juni 1527 bei der Vermählung des Kurfürsten Johann Friedrich mit der Prinzessin Sibylle von Jülich-Kleve-Berg in Torgau gehalten wurde, einen Kranz.
Im selben Jahr warb ihn Heinrich II. von Braunschweig-Lüneburg für eine Expedition über die Alpen nach Italien, um dort mit ihm gemeinsam die deutschen Truppen zur Unterstützung Kaiser Karl’s V. anzuführen. Der Feldzug verlief zunächst erfolgreich, Bergamo war belagert und Lodi erobert, da brach im Lager der Deutschen die Pest aus. Aus diesem Grund und weil der Kaiser das versprochene Gold nicht zahlte, brach der Herzog den Feldzug ab. Als Knecht verkleidet floh er zurück nach Deutschland. Auch Aschwin befand sich auf dem Rückzug, hatte sich aber mit der Pest angesteckt, weswegen er im schweizerischen Chur verweilte. Kurze Zeit später verstarb er, am selben Tag als ihn die Nachricht erreichte, dass seine Ehefrau Margarethe geb. Freiin von Brandenstein bei der Geburt einer Tochter verstorben war. Der Historiker Georg Christian Friedrich Lisch nannte ihn einen „der gewaltigsten Kriegshelden seiner Zeit“.

### Reformationsgeschichtliche Rezeption
Aus heutiger Sicht ist vor allem seine reformationsgeschichtliche Bedeutung hervorzuheben. Er stand in freundschaftlicher Verbindung zu Martin Luther. Auf der Basis von Gesprächen der beiden in Wittenberg im Sommer 1525 über das Soldatentum und das Leben im Krieg entstand im Jahr 1526 Luthers Schrift Ob Kriegsleute auch in seligem Stande sein können, die seinem „gestrengen und ehrenfesten“ Freund gewidmet war. Luther geht hier unter anderem auf von Cramms Erfahrungen im Bauernkrieg ein.
Als man Herzog Georg von Sachsen, einem entschiedenen Gegner Luthers und der Reformation, ein Exemplar dieser Schrift gab, lobte er das Buch sehr und zeigte es dem Buchdrucker und Grafiker Lukas Cranach, der auch Luthers Werke verlegte, als Beweis, dass Luthers Schriften im Gegensatz hierzu minderwertig seien. Als Cranach ihn daraufhin aufklärte, dass eben dieses Buch von Luther stammte, wurde der Herzog ungehalten und sagte, dass es schade sei, dass „ein so heilloser Mönch“ ein so gutes Buch habe schreiben können.
Später bat Luther Aschwin, Pate für eines seiner Kinder zu werden. Der frühe Tod von Cramms wurde von Luther sehr bedauert. 1534 nannte er ihn in einer Psalmenauslegung einen „feinen Mann“.